# Yoon Jong-hwan
Yoon Jong-Hwan (Gwangju, 16 februari 1973) is een voormalig Zuid-Koreaans voetballer.

## Carrière
Yoon Jong-Hwan speelde tussen 1995 en 2007 voor Bucheon SK, Cerezo Osaka, Seongnam Ilhwa Chunma, Jeonbuk Hyundai Motors en Sagan Tosu.

## Zuid-Koreaans voetbalelftal
Yoon Jong-Hwan debuteerde in 1994 in het Zuid-Koreaans nationaal elftal en speelde 37 interlands, waarin hij 4 keer scoorde.